# Maurus Weingart
Maurus Weingart OSB (* 4. Juli 1851 in Lindach, Gemeinde Schierling; † 20. Dezember 1924 in Kelheim) war ein deutscher Benediktiner und Abt des Klosters Weltenburg.

## Leben
Sohn eines Krämers, Studium und Priesterweihe in Regensburg 8. November 1874, feierliche Profess im Kloster Metten 21. März 1879, Studium der Philologie in München 1876–1880, Präfekt im Klosterseminar 1880–83, Ablegung der Staatsprüfung 1884, Gymnasialprofessor, Präfekt im bischöflichen Seminar 1888–1889, im Klosterseminar 1891–1892 und stellvertretender Direktor 1892–1893, Subprior 1893–1899, Spiritual der Laienbrüder 1893–1898, Prior in Weltenburg am 8. Januar 1903, Distriktsschulinspektor, Pfarrvikar, königlicher geistlicher Rat, von Prinzregent Ludwig zum Abt von Weltenburg ernannt am 8. August 1913, Abdankung 1923. Gründete 1904 die landwirtschaftliche Winterschule der Abtei und brachte 1914 den Buchhof in Abensberg an das Kloster zurück.